# Arany Hintó
Az Arany Hintó (franciául: Le Carrosse d'Or) a francia Filmrendezők Szövetsége (Société des Réalisateurs de Films – SRF) által 2002-ben alapított filmművészeti elismerés, melyet a tagok szavazatai alapján annak a független filmrendezőnek ítélnek oda, akit „innovatív filmjei, bátorsága, a rendezés és a gyártás folyamán tanúsított meg nem alkuvó magatartása” alapján arra méltónak találnak.
A díj nemzetközi jellegű, azt évente egy alkotótárs kaphatja meg.
Az elismerésben részesített rendező részére a trófeát a Cannes-i fesztivál egyik párhuzamos filmes eseménye, az ugyancsak az SRF védnökségével megtartott Filmkészítők Kéthete nyitóünnepségén adják át. A rendezvény előtt levetítik a díjazott egy alkotását.
Az átadásra kerülő trófea egy bronz szobrocska, melyet Lili Le Gouvello francia festő, szobrászművész készített a commedia dell’arte, illetve Jean Renoir 1952-ben forgatott Az aranyhintó című filmje alakjainak felhasználásával.

## Díjazottak
| Év   | Filmrendező                 | Ország                    | Megj.            |
| ---- | --------------------------- | ------------------------- | ---------------- |
| 2002 | Jacques Rozier              | Franciaország             | [ 1 ]            |
| 2003 | Clint Eastwood              | Amerikai Egyesült Államok | [ 1 ]            |
| 2004 | Nanni Moretti               | Olaszország               | [ 1 ]            |
| 2005 | Ousmane Sembene             | Szenegál                  | [ 1 ]            |
| 2006 | David Cronenberg            | Kanada                    | [ 1 ]            |
| 2007 | Alain Cavalier              | Franciaország             | [ 1 ]            |
| 2008 | Jim Jarmusch                | Amerikai Egyesült Államok | [ 1 ]            |
| 2009 | Kavasze Naomi               | Japán                     | [ 1 ]            |
| 2010 | Agnès Varda                 | Franciaország             | [ 1 ]            |
| 2011 | Dzsafar Panahi              | Irán                      | [ 1 ]            |
| 2012 | Nuri Bilge Ceylan           | Törökország               | [ 1 ]            |
| 2013 | Jane Campion                | Új-Zéland                 | [ 1 ]            |
| 2014 | Alain Resnais               | Franciaország             | [ 1 ]            |
| 2015 | Csia Csang-ko (Jia Zhangke) | Kína                      | [ 1 ]            |
| 2016 | Aki Kaurismäki              | Finnország                | [ 1 ]            |
| 2017 | Werner Herzog               | Németország               | [ 1 ]            |
| 2018 | Martin Scorsese             | Amerikai Egyesült Államok | [ 1 ]            |
| 2019 | John Carpenter              | Amerikai Egyesült Államok | [ 1 ]            |
| 2020 | Nem osztották ki            | Nem osztották ki          | Nem osztották ki |
| 2021 | Frederick Wiseman           | Amerikai Egyesült Államok | [ 4 ]            |
| 2022 | Kelly Reichardt             | Amerikai Egyesült Államok | [ 5 ]            |
| 2023 | Souleymane Cissé            | Mali                      | [ 6 ]            |
| 2024 | Andrea Arnold               | Egyesült Királyság        | [ 7 ]            |